# Tổ chức quanh răng

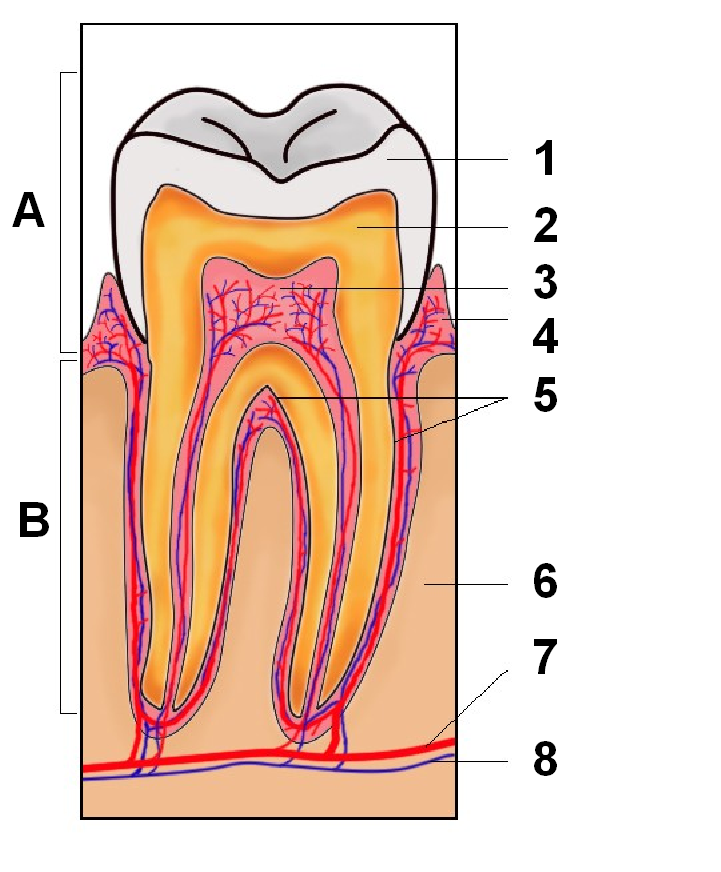
Tổ chức quanh răng

Tổ chức quanh răng (periodontium) là các mô đặc biệt bao quanh và bảo vệ irăng, giữ răng ở trong xương hàm trên và xương hàm dưới.  Tên gọi có nguồn gốc từ tiếng Hy Lạp: peri-, có nghĩa là "xung quanh" và -odont, có nghĩa là "răng". Nha chu là một chuyên ngành nha khoa đặc biệt liên quan đến chăm sóc và bảo vệ các mô này, giúp răng duy trì chức năng. Tổ chức quanh răng bao gồm bốn thành phần:
- Lợi
- Dây chằng quanh răng (PDL)
- Xương răng
- Xương ổ răng

Mỗi thành phần này tách biệt nhau về vị trí, cấu trí và tính chất sinh hóa thay đổi theo thời gian. Ví dụ, kh răng đáp ứng với lực hoặc di chuyển vào trong, xương sẽ tự tiêu ở bên ép  và được hình thành thêm ở bên chịu lực ép. Xương răng cũng từ từ thay đổi để bao phủ mặt nhai của răng từ lắng đọng ở chóp răng. Dây chằng quanh răng là mô đàn hồi không chỉ giúp răng lơ lửng trong huyệt răng mà còn giúp răng đáp ứng lại lực tác động. Do đó, mặc dù các thành phần có vẻ cố định và có chức năng riêng nhưng tất cả đề phục vụ cho một răng.
Gần đây người ta phát hiện ra dẫn truyền Wnt  đối kháng Sfrp3/Frzb là một dấu ấn phát triển sớm của tổ chức quanh răng.

## Ngoại lực và tổ chức quanh răng
Tổ chức quanh răng có chức năng hỗ trợ răng thực hiện chức năng của nó và phụ thuộc vào kích thích nó nhận được. Do đó, có một trạng thái cân bằng luôn tồn tại giữa các cấu trúc quanh răng và ngoại lực.